# Запасное (Костанайская область)
Запасное (каз. Запасный) — село в Фёдоровском районе Костанайской области Казахстана. Входит в состав Костряковского сельского округа. Код КАТО — 396847400.

## Население
В 1999 году население села составляло 211 человек (100 мужчин и 111 женщин). По данным переписи 2009 года, в селе проживало 167 человек (78 мужчин и 89 женщин). По данным переписи 2021 года, в селе проживало 128 человек (61 мужчина и 67 женщин).